# Mieczysław Zudar
Mieczysław Zudar – polski śpiewak barytonowy, aktor, dyrektor teatru.

## Życiorys
W okresie międzywojennym śpiewał w operach: lwowskiej i poznańskiej. Występował w kraju i za granicą. Współpracował także z Polskim Radiem.
W latach 1922–1925 był dyrektorem Teatru Stańczyk. Związany był także z Teatrem Polskim w Katowicach.
Po II wojnie światowej był związany z Teatrami Dramatycznymi w Szczecinie.

## Ważniejsze role teatralne
- 1950: Niemcy, Leon Kruczkowski – jako Major, Teatr Współczesny, Szczecin
- 1950: Wodewil warszawski, Zdzisław Gozdawa, Wacław Stępień – jako Pan Michał, Teatr Polski, Szczecin
- 1952: Król i aktor, Roman Brandstaetter – jako Bacciarelli, artysta malarz, Teatr Współczesny, Szczecin

## Ważniejsze role operowe
- 1926: Madame Butterfly, Giacomo Puccini – jako Sharpless, konsul amerykański, Teatr Polski w Katowicach[10]
- 1927: Faust, Charles Gounod – jako Walenty, Teatr Polski w Katowicach[7]